# Bathosella aspera
Bathosella aspera is een mosdiertjessoort uit de familie van de Romancheinidae. De wetenschappelijke naam van de soort is, als Mucronella aspera, voor het eerst geldig gepubliceerd in 1901 door Ulrich.